# Das Weihnachts-Ekel
Das Weihnachts-Ekel ist ein deutsch-österreichischer Weihnachtsfilm aus dem Jahr 2006.

## Handlung
Jahr für Jahr flieht der Münchner Fernsehmoderator Robert Lahnstein vor Weihnachten. Auch dieses Jahr macht er sich wieder auf, um alleine in einer kleinen Hütte in Tirol Weihnachten zu verbringen. Zeitgleich verlässt die hochschwangere Simone Jakob ihren verheirateten Freund und Vater ihres Kindes und fährt mit dem Taxi in die Klinik. Des Weiteren entdeckt auch Rentnerin Rita Waltleitner, dass das Leben noch viel mit ihr vorhat und verlässt das Seniorenheim. Eine weitere Hauptperson ist der alleinerziehende Geldkurier Thomas Sattler mit seinem kleinen Sohn Moritz, der bei seiner letzten Tour vor Weihnachten in Innsbruck eine Geldkassette unterschlagen hat. Auch die als Weihnachtsfrau kostümierte Felicitas Fermandez, eine Tänzerin aus Mexiko, stößt zum Geschehen hinzu.
Auf der Fahrt über Land werden Simone und der Taxifahrer durch einen umgestürzten Baum gestoppt  und die junge Frau bahnt sich alleine weiter den Weg durch den tiefen Schnee. Sie begegnet Rita und beide suchen Unterschlupf in einer kleinen Scheune, wo sich bereits der Obdachlose Konrad Neuberger Schutz eingerichtet hat. Wenig später tauchen auch Thomas und sein Sohn schutzsuchend in der Scheune auf, weil sie eine Autopanne hatten. Zu allem Unmut trifft schließlich Robert, der von der Straße abgekommen war, in der Scheune ein und macht sich mit seinen patzigen Äußerungen gleich alle Anwesenden zum Feind. Als Letzte stößt Felicitas zu der Gruppe und ist sehr schockiert, auch Robert wiederzusehen, dem sie zuvor an der Tankstelle begegnet war und der sie dort arg beleidigt hatte. Mit der Zeit müssen alle feststellen, in eine fatale Situation geraten zu sein. Besonders Robert geht mit seinen unangepassten Worten allen auf die Nerven. Thomas hält sich bei all dem sehr zurück und versteckt die Geldkassette mit über 200.000 Euro im Brennholzstapel.
Nachdem Robert an keinem ein gutes Haar gelassen und sogar den friedfertigen Konrad beleidigt hat, beschließt Robert die Scheune auf eigene Faust zu verlassen. Keiner hält ihn auf und alle hoffen, dass durch seine Abwesenheit wieder Harmonie eingekehrt. Doch schon bald beginnt Konrad besorgt, nach Robert zu suchen und findet ihn schließlich im Eis eingebrochen. Er rettet ihn unter Einsatz aller seiner Kräfte und beide kehren zur Scheune zurück. Dabei erfährt Robert, dass Konrad einst Schriftsteller war, der nach dem Tod seines Sohnes jeglichen Halt verloren hat. Es stellt sich schnell heraus, dass Konrad eine Lungenentzündung hat und bei Simone setzen allmählich die Wehen ein. Mit Roberts und Ritas tatkräftiger Hilfe bringt sie ihr Kind zur Welt. Es ist ein Mädchen. Währenddessen suchen Thomas und sein Sohn die Polizei auf, um Hilfe zu holen, obwohl er kurz zuvor entdecken musste, dass jemand das unterschlagene Geld gefunden hatte.
Am nächsten Morgen kommt ein Krankenwagen der Bergrettung und bringt Simone mit dem Neugeborenen sowie Konrad ins Krankenhaus. Thomas und Moritz fahren mit. Rita und Robert verlassen die Scheune ebenfalls. Während eines Spazierganges rät Rita Robert, sich doch endlich selbst zu mögen und die anderen Menschen nicht so zu behandeln, wie er es tut. Robert nimmt sich dies zum Erstaunen aller doch sehr zu Herzen. Rita kehrt ins Seniorenheim zurück, um ihre Sachen abzuholen und erhält einen anonymen Brief von Robert. Konrad bekommt von Robert eine Schreibmaschine geschenkt und schreibt nach längerer Zeit wieder einen Roman. Und auch Felicitas und Thomas nähern sich an und küssen sich auf dem Innsbrucker Weihnachtsmarkt. Sie hat nämlich das Geld gefunden und zurückgegeben. Später trommelt Rita alle zusammen und sie feiern mit Robert, dem Weihnachten inzwischen doch wichtig ist, ein schönes harmonisches Weihnachtsfest. Und auch Roberts Sohn, der Pianist Martin Lahnstein, mit dem er zuvor im Streit lag, kommt zur Hütte und sieht, wie glücklich sein Vater mit den vielen ihm fremden Menschen Weihnachten feiert.

## Hintergrund
Das Weihnachts-Ekel war der dritte Weihnachtsfilm, den der österreichische Produzent Klaus Graf für Das Erste produzierte. Sein Unternehmen, die Klaus Graf Filmproduktion GmbH, arbeitete dabei mit ARD Degeto und ORF zusammen. Die Drehorte befanden sich in der Gemeinde Gries im Sellrain und dem Dorf Praxmar. Die Dreharbeiten fanden nicht im Studio, sondern an Originalschauplätzen wie einer Tiroler Scheune statt. Die Erstausstrahlung des Fernsehfilms war am 15. Dezember 2006. Mit durchschnittlich 6,41 Millionen Zuschauern erreichte er die höchste Quote des Abends im deutschen Fernsehen und einen Marktanteil von 20,8 Prozent.

## Rezeption
Rainer Tittelbach bewertete die „vorweihnachtliche Tragikomödie“ Das Weihnachts-Ekel als „annehmbares Vergnügen“ mit Wortwitz. Fritz Wepper mache „als Ekel […] freilich mehr Spaß als zum Schluss als braver Gutmensch.“ Zum Ende hin sei der Film „arg rührselig“, insgesamt ein „leichtgewichtiges Degeto-Krippenspiel mit Läuterungsgarantie“.
Ähnlich urteilte der Kritiker der TV Spielfilm: „Dreißig freche Minuten – dann wird's rührselig“. „Weppers giftiger Weihnachtsamoklauf“ á la Die Geister, die ich rief … entschädige für die „folgenden Heimatfilmklischees“.